# Sericania nepalensis
Sericania nepalensis är en skalbaggsart som beskrevs av Frey 1965. Sericania nepalensis ingår i släktet Sericania och familjen Melolonthidae. Inga underarter finns listade i Catalogue of Life.